# شوخی نکن دلخور میشم
شوخی نکن دلخور می‌شم فیلمی به کارگردانی رضا صفایی و نویسندگی رحیمی شبستری محصول سال ۱۳۴۵ است. این فیلم که به صورت ۳۵ میلی‌متری و سیاه و سفیدفیلمبرداری شده.

## خلاصه داستان
امین و افرادش که در کار قاچاق مشروبات الکی هستند، رهبر یکی از گروه‌های رقیب را که مدیر کافهٔ مروارید است، از پا درمی‌آورند. فرهاد و سیروس که در کافهٔ مروارید کار می‌کنند، شاهد قتل هستند. آن دو از ترس امین و افرادش می‌گریزند و در هیئتی زنانه با نام‌های ژاله و ژیلا با دوستان عسل، دختر امین و مادرشان خانم البرز به متل قو می‌روند. فرهاد و سیروس هر دو به عسل علاقه‌مند می‌شوند اما عسل به سیروس تمایل نشان می‌دهد. امین و افرادش نیز از دست پلیس به ویلای متل قو پناه می‌برند. امین به ژاله و فرامرز خان در لباس تاجری هندی، به ژیلا ابراز علاقه می‌کنند اما با روشن شدن هویت ژیلا و ژاله امین و افرادش به تعقیب آن دو می‌پردازند و با مداخلهٔ پلیس دستگیر می‌شوند.

## بازیگران
- فروزان
- علی تابش
- جواد قائم مقامی
- حمیده خیرآبادی
- داریوش اسدزاده
- احمد قدکچیان
- ناصر جک لرد
- علی آخوندزاده
- جهانگیر یارمحمدی
- پرویز